# Família reconstituïda
Una família reconstituïda és una família on un o tots dos membres de l'actual parella té un o diversos fills d'unions anteriors. Dins d'aquesta categoria entren tant les segones parelles de vidus com les de divorciats o de mares soles. L'Institut d'Estadística de Catalunya (Idescat) defineix la família reconstituïda com: «Família composta per una parella, els fills que un dels membres de la parella o tots dos tenien anteriorment i, si escau, els fills comuns».
El fenomen és molt anterior a la paraula. Entre els segles XVI i XIX, la reconstrucció familiar era molt estesa i comuna. Aleshores, l'esperança de vida era molt curta i les dificultats financeres i la cura dels fills obligaven vidus i vídues a cercar novament un nou matrimoni. Quan van començar les recerques sobre el tema la major part d'aquests casos la conformaven els vidus. Posteriorment, quan es va tornar a legalitzar el divorci el 1981 –prohibit sota la dictadura franquista– i l'evolució dels valors i de la forma de pensament farà augmentar la taxa de divorcis i, en conseqüència, la de la reconstrucció de la família. Dintre dels nous models de família, és un tipus de família amb més expansió dins de les societats avançades. El rebuig dels fills cap a la nova parella és un dels principals obstacles que cal superar en una família reconstituïda recent.

## Nombre de famílies reconstituides
Les estadístiques sobre la quantitat d'aquestes famílies són variables, ja que molts còmputs només no compten ni els fills de mares o pares sols ni les segones unions, que sovint son una situació de fet, i es fa molt difícil censar-les, atès que, moltes passen inadvertides quan es recompten llars en què hi ha dos adults i fills.
A Espanya aquest fenomen va a l'alça, en 2011 un 7,4% de les famílies són reconstituïdes, i encara que el 2016 a l'estat espanyol es va atorgar la custòdia dels nens a la mare en dos casos per tres, la custòdia compartida augmenta cada any. El 2017 a Catalunya 15% de nens vivien en famílies formades per membres provinents de diferents nuclis familiars.
Stepfathers of America, una organització que agrupa als Estats Units les segones parelles amb fills, calcula que vers 2050 aquesta serà la forma més comuna d'organització familiar al país. A Smartstepfamilies calculen que un 40% dels matrimonis amb fills estatunidencs són famílies reconstituïdes.

## Terminologia
Hi ha moltes paraules per descriure la família reconstituïda: reconstruïdes, transformades, rearmades, recompostes, familiastres, ensamblades, de segona volta, noves…. El terme més utilitzat i atestat per la Gran Enciclopèdia és «família reconstituïda».
L'organització Projecte Vadepapus (una xarxa de famílies reconstituïdes) des del 2015 actua per canviar la terminologia i proposa com a alternativa «família enllaçada» com a alternativa al terme més tècnic «reconstituïda», una proposició de Berta Rubio Faus que el 2016 va rebre el premi d'un concurs del Termcat. L'alternativa té per objectiu deixar de banda la terminologia «família reconstituïda», ja que faria al·lusió a una cos que s'ha de tornar a constituir després de trencar-se. Tot i això, la paraula reconstituir no té cap connotació negativa en català com que significa «constituir de nou, tornar el vigor a algú…». Vadepapus va apostar per aquesta expressió nova per què a la nova família es creen una sèrie de llaços (que no són sanguinis) i de l'altra perquè tal família està enllaçada amb les altres unitats familiars a les quals pertanyen tots o alguns dels nens de la nova família. El Diccionari de serveis socials va acceptar l'expressió nova com a sinònim.
Les paraules «padrastre» i «madrastra» significaven en llatí «que s'assembla a un pare o una mare, però no ho és completament» aviat amb una connotació negativa. El dret civil català té la paraula «afí» per designar el «parent per afinitat» ja des de l'edició 2007 del Gran Diccionari de la llengua catalana.
En castellà, el terme «família ensamblada» defineix la família reconstituïda, tot i que no està reconegut institucionalment en molts països de parla castellana. Alguns terapeutes parlen de famílies «mixtes», encara que el terme no és específic, ja que inclou també les famílies adoptives i les de criança.

## Context legal
En general, els sistemes legals de molts països encara no han ampliat el seu concepte de família per incloure les famílies reconstituïdes. El codi civil espanyol des del 2003 té una breu menció «No podran impedir-se sense justa causa les relacions personals del fill amb els seus avis i pròxims». El Codi Civil de Catalunya, al seu llibre segon, desenvolupa més en detall els drets i deures dins de les famílies reconstituïdes, i atorga al cònjuge o convivent en parella estable el dret de participar en la presa de decisions sobre els assumptes relatius a la vida diària del fill.
Respecte del context legal que envolta a les famílies reconstituïdes, cal fer notar que la qualitat de les relacions entre els pares i fills afins (padrastres i fillastres) semblen veure's adversament afectades per l'ambigüitat de la relació legal entre ells. Alguns estudis també han demostrat que habitualment existeixen estereotips negatius sobre les famílies enllaçades que van més enllà de les fronteres de cada país. La inexistència d'obligacions legals clares tendeix a generar un menor compromís entre pares i fills afins, ja que legalment els compromisos en les famílies enllaçades poden ser de caràcter temporal. A Argentina, l'exministre d'ensenyament, Daniel Filmus va presentar una llei que proposa que les noves parelles tinguin drets i obligacions amb els fills d'unions anteriors. El projecte proposa substituir els termes madrastra i padrastre per «pare o mare afí», paraula ja atestada amb aquesta significació al català almenys des del 2007.

## Les famílies reconstituïdes en l'art i la literatura
El caràcter despectiu del nom i la pressuposició de crueltat es reflecteix en la persistència en la literatura infantil de contes de males madrastres i padrastres com Blancaneus, Ventafocs o David Copperfield. Adults i nens que van créixer sentint que ser madrastra o padrastre era ser una persona dolenta, competitiva, venjativa i cruel es neguen a incloure's a si mateixos dins d'aquesta categoria o a denominar d'aquesta manera al vincle.
Amb relació a la mala premsa de les famílies reconstituïdes, val a dir que el cinema va ser el primer en desmitificar les cruels madrastres dels contes amb la inoblidable comèdia «Els teus, els meus i els nostres», cuidant-se, això sí, d'aclarir que aquests padrastres no eren «usurpadors» atès que tots dos protagonistes eren vidus. Les primeres mares i pares afins de la TV seguien l'estereotip de crueltat dels contes, però la'increment de la pressió social per les «noves famílies» als EUA i les queixes de les agrupacions de pares i mares afins, van aconseguir que la TV trenqués amb aquest motlle en la sèrie Dinastia, on transforma el paper en el seu oposat absolut i crea una «supermadrastra» amb una bondat i comprensió impossibles d'imitar. Van configurar així dues possibilitats poc atractives per imitar: o el rebuig o la sobreexigencia. L'equilibri entre aquests dos extrems es va anar aconseguint gradualment en la TV nord-americana i per imitació a la resta del món. A partir de 1995 alguns programes de la TV argentina (Montaña rusa, Nueve lunas) van començar a incloure entre els seus protagonistes mares i pares afins que no eren ni àngels ni dimonis sinó persones reals, amb misèries i grandeses que intentaven mantenir el millor vincle possible amb els seus fills afins. També comencen tímidament a sorgir contra-contes com el de l'escriptora argentina Elsa Borneman La madrastra que combaten el prejudici sobre les persones que compleixen aquest paper.